# Es brennt so schön
Es brennt so schön ist das erste Soloalbum des deutschen Sängers und Gitarristen Olli Schulz. Es erschien am 13. März 2009 bei Columbia Berlin (Sony).

## Entstehung
Zusammen mit Max Schröder hatte Olli Schulz als Olli Schulz und der Hund Marie zwischen 2003 und 2006 insgesamt drei Alben veröffentlicht. Da Schröder mittlerweile als Schlagzeuger festes Band-Mitglied bei Tomte war und die Band gerade auf der Tour zu ihrem Album Heureka war, nahm Schulz Es brennt so schön alleine auf.
Wie schon beim bis dahin letzten Olli-Schulz-und-der-Hund-Marie-Album Warten auf den Bumerang engagierte Schulz die Produzenten Moses Schneider (Tocotronic, Beatsteaks) und Swen Meyer (Tomte, Kettcar), die jeweils etwa die Hälfte der Titel aufnahmen und produzierten. Schneider war zudem als Bassist an den Aufnahmen beteiligt.
Da Schulz zum Zeitpunkt der Aufnahme keine eigene Band hatte, nahm er die Dienste verschiedener Studio- und Gastmusiker in Anspruch. So sind auf dem Album der Singer-Songwriter Gisbert zu Knyphausen, Bernd Begemann, Lee Buddah und Mark Tavassol (Wir sind Helden) zu hören.

## „Mach den Bibo“
Durch den Titel „Mach den Bibo“ erlangte Schulz große Aufmerksamkeit. Der Nonsens-Refrain des Stücks handelt von verschiedenen Figuren der Sesamstraße, dazu erfand Schulz einen Tanz. Im zugehörigen Musikvideo hat Ärzte-Schlagzeuger Bela B einen Cameo-Auftritt, zudem ist die Band Muff Potter zu sehen.
Im Vorfeld der Veröffentlichung von Es brennt so schön trat Olli Schulz mit dem Titel beim Bundesvision Song Contest 2009 für seine Heimatstadt Hamburg an und belegte den 5. Platz. Von verschiedenen Seiten wurde Schulz dafür kritisiert und ihm rein kommerzielle Interessen unterstellt. Er selbst widersprach dieser Ansicht, er habe lediglich möglichst viel Airplay und einen Sommerhit erreichen wollen. Beim Bundesvision Song Contest erklärte Schulz scherzhaft, dass er „Mach den Bibo“ geschrieben habe, da er der Meinung sei, dass auch „jemand mit Schulabschluss“ einmal einen Ballermann-Hit haben sollte.
Rückblickend sagte Schulz in einem Interview, „Mach den Bibo“ sei „eine Art Befreiung“ gewesen. Zum einen könne er nun „quasi machen, was ich will“, zum anderen sei er erstmals in den deutschen Singlecharts vertreten gewesen und habe dadurch größere Popularität erlangt.

## Rezeption
Es brennt so schön erhielt gemischte bis positive Kritiken.
Die Musikzeitschrift Visions bezeichnete Es brennt so schön, vor allem in Hinblick auf die Texte und Themenwahl, als „abwechslungsreich[es]“ Album. Der „Gute-Laune-Song“ „Mach den Bibo“ stehe im starken Kontrast zum ansonsten ernsten und nachdenklichen Rest des Albums.
Laut.de lobte ebenfalls die „ambitionierte[n] Texte“ sowie den durch die Besetzung „mächtigen Sound“. Dadurch fehle es dem Album jedoch an Dynamik, erst auf der zweiten Hälfte der Platte seien leise Stücke zu finden.
Das Magazin Intro nannte Es brennt so schön ein „düster-atmosphärische Konzeptalbum“, einzig „Mach den Bibo“ „zerreiß[e]“ diese Stimmung. Vom Klangbild her falle die Abwesenheit von Partner Max Schröder kaum auf, es überwiege wie zuvor ein „Bandsound“.
Kommerziell war Es brennt so schön das bis dahin erfolgreichste Album von Olli Schulz. Die Platte selbst stieg bis auf Platz 46 der deutschen Albumcharts, „Mach den Bibo“ erreichte Platz 38 in den Single-Charts.

## Titelliste
1. „Ab jetzt tut’s nur noch weh“ – 2:57
2. „So lange einsam“ – 4:17
3. „Geheimdienst“ – 3:36
4. „All you can eat“ – 3:26
5. „Wie sie“ – 3:42
6. „Ewig leben“ – 3:40
7. „Mach den Bibo“ – 2:47
8. „Herz los“ – 3:06
9. „Bloß Freunde“ – 1:55
10. „Isabell“ – 3:21
11. „Wenn die Sonne wieder scheint“ – 2:26